# Loma del Faisán
Loma del Faisán är en ort i Mexiko.   Den ligger i kommunen Malinaltepec och delstaten Guerrero, i den sydöstra delen av landet, 250 km söder om huvudstaden Mexico City. Loma del Faisán ligger 1 738 meter över havet och antalet invånare är 159.
Terrängen runt Loma del Faisán är kuperad söderut, men norrut är den bergig. Runt Loma del Faisán är det ganska glesbefolkat, med 23 invånare per kvadratkilometer. Närmaste större samhälle är Malinaltepec, 2,8 km nordväst om Loma del Faisán. I omgivningarna runt Loma del Faisán växer i huvudsak städsegrön lövskog.